# Libro di Ezechiele
Il Libro di Ezechiele (ebraico יחזקאל, yehzqè'l; greco Ιεζεκιήλ, iezekiél; latino Ezechièl) è un testo contenuto nella Bibbia ebraica (Tanakh) e cristiana.
È scritto in ebraico e, secondo l'ipotesi maggiormente condivisa dagli studiosi, la redazione definitiva del libro è avvenuta in Giudea nel V secolo a.C., sulla base di oracoli precedenti attribuiti al profeta Ezechiele datati tra il 592-571 a.C. circa, proferiti nel Regno di Giuda e nell'Esilio di Babilonia.
È composto da 48 capitoli e il tema specifico del libro è quello dell'invito alla sottomissione a Dio, sempre con il suo popolo anche se questo è in esilio a Babilonia: alla fine Israele sarà vittorioso e Gerusalemme e il tempio saranno ricostruiti.

## Autore

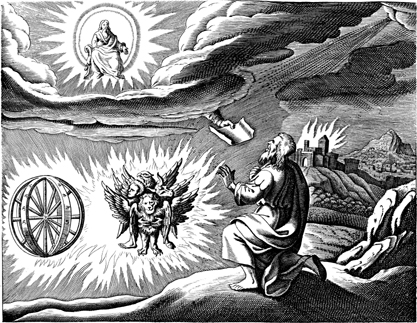
La visione di Ezechiele (circa 1650)

Ezechiele è fra gli ebrei deportati dopo il primo assedio di Gerusalemme, conclusosi nel 596 a.C.
Ezechiele è di stirpe sacerdotale (1,3) e tutto il suo ministero sarà segnato dall'impronta sacerdotale (il suo ministero ha due fasi ben distinte, prima dell'esilio e durante l'esilio). Va dunque sottolineato questo profeta per aver impersonato due dimensioni, tante volte antitetiche, quella sacerdotale e quella profetica.
Inizia il suo ministero nel 593 a.C., quinto anno dell'esilio del re Ioiachin (cfr. 1,2), e prosegue certamente fino al 571 a.C., anno della presa di Tiro da parte di Nabucodonosor, avvenimento esplicitamente citato in 29,18. Il testo non fornisce altri riferimenti temporali certi per estendere questo intervallo.
Ezechiele non è un poeta all'altezza di Isaia o Geremia, ma ha una sua originalità, e soprattutto una schiettezza, una sincerità e un abbandono alla sua missione che possono farlo ingiustamente apparire ingenuo, quando in realtà vuole solo cercare di riportare il più fedelmente possibile il messaggio di cui è latore: per non rischiare l'efficacia del messaggio, preferisce essere talvolta ripetitivo, pedante, o ingenuo. Non manca di usare immagini di grande potenza evocativa, né di usare, specie negli oracoli di condanna, toni ed espressioni particolarmente duri ed efficaci.
Anche per Ezechiele, come per la maggior parte dei profeti ebraici, la parola profeta non definisce tanto una persona in grado di prevedere il futuro, concetto poco familiare alla cultura ebraica, quanto piuttosto una persona che abbia una cognizione profonda del presente pathos di Dio (A. Herschel).

## Occasione e caratteristiche del libro
Il ministero di Ezechiele è segnato da un unico drammatico avvenimento, lasciando il resto degli eventi storici al ruolo di contorno: la profanazione e la distruzione del Tempio nel corso del secondo e definitivo assedio di Gerusalemme per opera di Nabucodonosor, nel 586 a.C. Tale avvenimento segna la fine del regno di Giuda e uno spartiacque fra due epoche per la storia degli ebrei.
Il testo stesso è diviso in due da questo evento: la prima parte contiene quasi esclusivamente oracoli che minacciano l'inevitabile punizione delle gravi colpe di Giuda, mentre la seconda parte, accaduto l'irreparabile, lascia filtrare bagliori di speranza in un futuro riscatto non troppo lontano, concludendosi con la visione della nuova Gerusalemme e del suo nuovo Tempio.
Rispetto agli altri due grandi profeti scrittori, Isaia e Geremia, Ezechiele introduce alcuni elementi nuovi, accanto agli oracoli, fra cui la visione e il mimo.
La visione è uno dei mezzi con cui Yhwh comunica con il profeta, che di solito esce sconvolto dall'esperienza, senza però mai abbandonare la sua missione. Come in un sogno o un delirio, Ezechiele vede l'aspetto visibile della gloria di Yhwh, sente la voce di uno che mi parlava (cfr. 1,28), e vede una mano tesa verso di me (cfr. 2,9). È da notare come questi elementi non vengano mai legati fra loro a dare un'immagine antropomorfa di Yhwh, che rimane ineffabile come il suo nome.
Il mimo è invece un mezzo che Yhwh stesso suggerisce al profeta per trasmettere il proprio messaggio ai suoi compagni di esilio: di volta in volta, Ezechiele mette in scena complesse rappresentazioni che però, per quanto comprese dai suoi compagni, vengono di regola ignorate o prese con sufficienza, quando non con disprezzo e scherno. Ezechiele, comunque, non si perde d'animo e porta avanti la missione affidatagli.

## Contenuto del libro

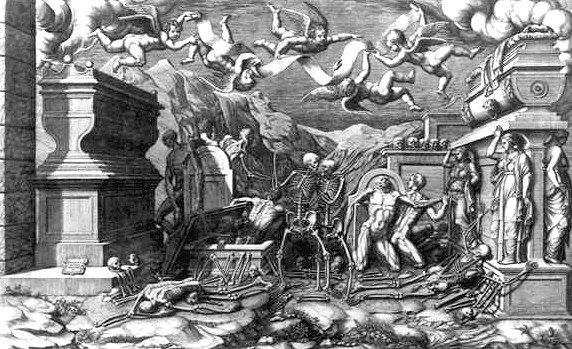
Visione della ossa aride al cap. 37

Una prima divisione del libro è data dalla distruzione del Tempio. Sono possibili inoltre altre facili divisioni, perché il testo è meglio organizzato di altri libri profetici. Nonostante ciò, il libro risente comunque della stratificazione redazionale e vi è stata "un'ampia revisione del libro di Ezechiele da parte di discepoli che operarono al tempo dell'esilio o poco dopo"; osservano infatti gli esegeti della École biblique et archéologique française (i curatori della cattolica Bibbia di Gerusalemme) che anche se "a differenza del libro di Geremia, quello di Ezechiele si presenta come un tutto bene ordinato […] questa logica della composizione dissimula rilevanti incongruenze. Ci sono numerosi doppioni, così 3,17-21 = 33,7-9; 18,25-29 = 33,17-20, ecc. Le indicazioni sul mutismo da cui Ezechiele è colpito per opera di Dio (3,26; 24,27; 33,22) sono separate da lunghi discorsi. La visione del carro divino (1,4–3,15) è interrotta da quella del libro (2,1–3,9). Ugualmente, la descrizione dei peccati di Gerusalemme (11,1-21) fa seguito al c 8 e taglia chiaramente il racconto della partenza del carro divino che, da 10,22, continua in 11,22. Le date esposte nei cc 26–33 non si susseguono con ordine. Queste sviste sono difficilmente imputabili a un autore che scriva la sua opera di un solo getto. È molto più verosimile che siano dovute a discepoli che lavoravano su scritti o ricordi, combinandoli e completandoli". Questo si può notare, oltre a quanto sopra evidenziato, anche nei capitoli sugli oracoli contro le Nazioni, oltre che "sul cosiddetto linguaggio apocalittico di Ez 38–39. Questa parte viene solitamente considerata un'aggiunta più tarda".
Il testo può essere così diviso:
- prima della distruzione del Tempio
  - inizio del ministero di Ezechiele e prime scene mimate (1-5[9])
  - oracoli contro Giuda e Gerusalemme (6-24[10])
  - oracoli contro le nazioni (25-32[11])
- dopo la distruzione del Tempio
  - oracoli di speranza e rinnovamento (33-39[12])
  - visione della nuova Gerusalemme (40-48[13])

### Capitoli (1-5[14]): chiamata del profeta e primi oracoli mimati

#### La prima grande teofania
La scena di apertura del libro di Ezechiele, raccolta nel capitolo 1, è una grande teofania ricca di colori e suoni, di tale portata da sconvolgere i sensi del profeta che rimane stordito e affranto fra i suoi compagni di esilio per qualche giorno.
Egli si trova improvvisamente rapito da un vento che lo porta in una specie di non-luogo in cui gli viene mostrato, in un crescendo di esperienze acustiche e visive, l'aspetto visibile della gloria di Yhwh (1,28).
Della grande teofania colpiscono i numerosi dettagli, spesso sconcertanti, e la notevole complessità della visione, impossibile da riprodurre graficamente per alcuni particolari, come le ruote l'una dentro l'altra… che potevano muoversi in tutte le direzioni, procedendo senza girarsi (1,16-17). I quattro esseri viventi hanno caratteri che fanno pensare alle possenti figure che ornavano le porte di Babilonia, con zampe di toro e volti umani, che Ezechiele può aver visto rimanendone molto colpito; inoltre, molti animali fantastici descritti nel libro sono "tratti dal bestiario mitico dei Babilonesi, che il profeta si compiace di vedere al servizio del Signore".
Altra cosa che colpisce è il fatto che, fedele alla tradizione iconoclasta ebraica, Ezechiele non disegna mai una rappresentazione della divinità, anche se, apparentemente, ci si avvicina: Yhwh non può essere rappresentato, come egli stesso comandò a Mosè col primo comandamento (… non ti farai immagini di me…).

#### La chiamata
Nei capitoli 2-3, ancora compresi nella grande teofania, una voce affida al profeta il grave incarico di convincere gli ebrei a tornare al rispetto dell'alleanza che hanno dimenticato. Più volte torna l'espressione casa ribelle, e Yhwh, come in altri libri profetici, non nasconde ad Ezechiele che resterà inascoltato. Ma almeno sapranno che c'è un profeta in mezzo a loro (2,5). Una mano gli porge un rotolo invitandolo a mangiarlo. E nonostante il contenuto alquanto drammatico, … in bocca fu come miele (3,3). In questo modo egli apprende quanto dovrà riferire agli altri deportati, tra i quali si ritrova allo sparire della visione.
Dopo una settimana, il profeta è investito di un'altra grave responsabilità (3,16-21): deve mettere in guardia tutti, perché se anche uno solo dei suoi compagni sbaglierà perché non avvisato da lui, Ezechiele stesso ne sarà ritenuto responsabile. Infine il profeta riceve l'ordine di restare muto.

#### Prime rappresentazioni mimate
Rimasto muto, il profeta è invitato a eseguire dei mimi.
Prima l'assedio di Gerusalemme (4): il profeta rimane sdraiato prima sul fianco sinistro, poi su quello destro, per tanti giorni quanti sono gli anni della colpa d'Israele e di Giuda rispettivamente (trecentonovanta giorni prima, quaranta poi), con provviste razionate da cuocere su escrementi bovini (in un primo momento l'ordine è di usare escrementi umani, ma in 4,14 il pio Ezechiele rivendica di non aver mai introdotto cibo impuro nella sua bocca, ottenendo così in 4,15 una deroga all'ordine originario).
Poi la caduta della città (4-5): il profeta si rade barba e capelli, bruciando un terzo dei peli (i caduti per fame e malattie durante l'assedio), battendo con la spada un altro terzo (i fuggitivi raggiunti dai babilonesi alla fine dell'assedio), e disperdendo al vento tutto il resto (altri fuggitivi che riescono a salvarsi nei paesi circostanti), salvo qualche pelo conservato nell'orlo del vestito. Ma anche di questi, alcuni saranno bruciati.
La causa di tanta durezza sono le gravi e reiterate colpe del popolo, a cui per il momento il testo accenna genericamente parlando di mancato rispetto delle norme e delle leggi previste dal patto con Yhwh.

### Capitoli (6-24[27]): oracoli contro Gerusalemme e Giuda
Col capitolo 6 comincia una lunga serie di oracoli, mimi e visioni che hanno quasi invariabilmente a bersaglio le gravi colpe degli Israeliti nei confronti dell'alleanza e delle norme che essa prescrive.

#### Contro le pratiche paganeggianti
Il primo bersaglio specifico sono una serie di pratiche idolatre assimilate dalle popolazioni cananaiche. Tali popolazioni usavano praticare riti sacri (compresi sacrifici umani) su alture isolate, sotto alberi frondosi (in particolare querce), o sui monti più elevati. Il profeta si scaglia proprio contro i monti di Israele (6,3). La punizione divina sarà durissima: ai piedi degli idoli giaceranno i cadaveri degli israeliti idolatri e le loro ossa saranno sparse attorno agli altari costruiti sulle alture.
Nel capitolo 7 la collera divina sembra addirittura aumentare, e nulla e nessuno sembra potersi salvare. La descrizione dell'incombente punizione non lascia dubbi in proposito.

#### La seconda grande teofania
In 8-11 una nuova grande visione mostra la gloria di Yhwh allontanarsi dal Tempio, a simboleggiare così l'abbandono di Israele, sposa fedifraga, da parte del suo protettore.
La visione si apre come la precedente, ma stavolta il profeta è portato a Gerusalemme perché veda coi suoi occhi le molte abominazioni perpetrate dagli ebrei: la statua della gelosia che suscita gelosia, forse dedicata alla divinità fenicia Astarte e collocata nel cortile interno del Tempio; anziani e sacerdoti che, di nascosto, adorano immagini di animali mostruosi dipinte nel Tempio stesso; donne che, nei dintorni, piangono Tammuz, altra divinità pagana; un gruppo di uomini che, con le spalle al Tempio, adorano il Sole sorgente.
Ed ecco la punizione: appaiono al profeta, nel Tempio, degli uomini a cui Yhwh ordina una strage indiscriminata. Essi saranno però preceduti da un uomo incaricato di marcare con un tau quanti siano invece sinceramente dispiaciuti del dilagare di queste contaminazioni pagane, e restano ancora fedeli a Yhwh.
La strage comincia dagli anziani che stavano di fronte al Tempio. Usciti i carnefici, il profeta è sopraffatto dall'enormità della punizione e prega Yhwh di essere clemente, ma senza risultato: poco dopo (9,11), l'uomo che doveva marcare gli innocenti è già di ritorno (ho fatto come mi hai ordinato).
La visione prosegue in 10 con la ricomparsa degli stessi quattro esseri animati che reggono la gloria di Yhwh. Anche gli elementi visivi e acustici richiamano la prima grande teofania. Stavolta Ezechiele si rende conto che i quattro esseri alati sono cherubini. Intanto, ad un ordine di Yhwh, brace viene sparsa su tutta la città, e la gloria di Yhwh si allontana da Gerusalemme. In 11, prima che la gloria di Yhwh scompaia definitivamente, c'è ancora il tempo per una dura condanna verso i capi d'Israele: il profeta è portato da un vento verso la porta orientale del Tempio, e lì riferisce ad alcuni notabili il verdetto che li attende. Non appena egli termina di parlare, uno di essi, un certo Iazanià, muore all'istante, provocando un grido di dolore del profeta.
Ma la punizione di Israele non è definitiva: dopo averli dispersi fra le nazioni, Yhwh riunirà i superstiti che avranno abbandonato gli idoli e le altre pratiche pagane, e tornerà ad abitare il Tempio (essi saranno il mio popolo e io sarò loro Dio). Da notare che questi versetti (11,17-20) anticipano quasi letteralmente i versetti 36,24-28.

#### La fuga del principe
Ritornato fra i deportati dopo la visione, in 12, con una nuova rappresentazione mimata, il profeta annuncia quanto sta per accadere al principe (Sedecia, in quel momento sul trono di Giuda): come il
profeta passerà di sera attraverso un muro con un sacco da esule sulle spalle, coprendosi il volto con un braccio, così Sedecia, trasportato nottetempo dai suoi attraverso una breccia nelle mura, sarà catturato,
accecato e deportato in Babilonia. Non è chiaro se il braccio davanti agli occhi simboleggi il fatto che Sedecia non potrà vedere dove sta andando, perché sarà accecato, se simboleggi invece la vergogna per la sua fuga ignominiosa o ancora esprima la viltà del principe che non ha il coraggio di guardare il paese che abbandona. Certo è che l'accenno all'accecamento è piuttosto esplicito: lo condurrò a Babilonia, il paese dei caldei: egli non la vedrà, ma là morirà (12,13). Il capitolo si conclude con la condanna di quanti non prendono sul serio il profeta, dicendo passano i giorni e nessuna visione si avvera, oppure che le visioni avute da costui riguardano un tempo distante: il tempo invece è questo, e nessuna delle vicende annunciate sarà differita.

#### Contro i falsi profeti e l'idolatria
In 13 è portato avanti il confronto fra il profeta e i suoi detrattori, allargandolo ai falsi profeti che, non appena il popolo tira su un muro a secco, subito lo ricoprono con intonaco, alimentando false speranze di scampare al disastro. Il bersaglio poi diventano le donne che, millantando poteri magici in una forma di idolatria particolarmente deplorevole, inducono le persone a deviare dalla giusta condotta, rendendo pavido il cuore del giusto senza che io lo affliggessi, e incoraggiando il malvagio, affinché non si converta dalla sua condotta perversa. Esse inoltre sono accusate di manipolare le coscienze togliendo la libertà alle loro vittime. Ma sia per i falsi profeti, sia per queste indovine la condanna non tarderà.
La condanna dell'idolatria, già emersa a più riprese, ritorna in 14, questa volta ripetendo ben quattro volte uno stesso schema che riecheggia il tentativo di Abramo di salvare Sodoma e Gomorra: se anche vi fossero Noè, Daniele e Giobbe fra gli abitanti di Gerusalemme e del paese, essi con la loro giustizia salverebbero solo la loro vita, e quindi neanche figli e figlie di così grandi uomini sfuggirebbero alla punizione che spetta a chi si allontana da Yhwh per abbracciare gli idoli.

#### Gerusalemme come sposa infedele
Nei capitoli 15-16 si assiste ad una delle più dure requisitorie contro Gerusalemme di tutto il testo biblico. Dopo un'introduzione al capitolo 15, in cui la città è paragonata ad una vite infruttuosa (e notoriamente il legno di vite può solo essere bruciato), il lungo capitolo 16, con un crescendo vorticoso che lascia il lettore senza fiato, paragona Gerusalemme ad una donna di origini decisamente oscure (Tu sei cananea d'origine e di nascita, tuo padre era amorreo e tua madre ittita, 16,3), abbandonata in campagna appena nata, che Yhwh incontra per caso e decide di fare sua una volta cresciuta. Yhwh ne fa praticamente una regina fra le regine, coprendola di gioielli e vesti sfarzose, ma ella cede alla superbia e comincia a prostituirsi con tutti i popoli vicini.
Il capitolo prosegue con un elenco dettagliato e sconcertante delle nefandezze compiute da Gerusalemme, un elenco lungo e dal ritmo incalzante. Segue la descrizione delle tremende conseguenze di questi comportamenti e infine, dopo tanta durezza, la conferma inevitabile della fedeltà di Yhwh alla sua promessa, per cui dopo aver duramente pagato per le sue prostituzioni, Gerusalemme tornerà a risplendere.
Per dare un'idea della durezza del testo, basteranno alcuni versetti, come 16,21 (Immolasti i miei figli e li offristi a loro, cioè agli idoli); o come 16,25-26 (... aprendo le tue cosce al primo che passava e prostituendoti in continuazione. E ti prostituisti agli egiziani, tuoi vicini dalle membra vigorose...); o ancora 16,34 (Tu hai fatto il contrario delle altre donne: ti prostituivi, senza che alcuno ti chiedesse di farlo; tu stessa li pagavi, senza ricevere alcun compenso. Tu agivi al contrario!.)

#### Annuncio della sorte di Sedecia
Nel capitolo 17 il profeta è invitato ad esporre e poi a spiegare una vera e propria parabola, per anticipare la sorte che toccherà al principe Sedecia. Israele è paragonata ad un cedro da cui un'aquila (Nabucodonosor) ha staccato la cima (i notabili deportati insieme al principe legittimo Ioiakìn) per piantarla in un giardino in cui potrà prosperare. Qui si allude al patto che Nabucodonosor aveva stretto con Sedecia, e grazie al quale, sebbene vassallo di Babilonia, Israele avrebbe potuto prosperare. Questo patto sembra poi confondersi con un patto stipulato con Yhwh stesso, tanto che, quando Sedecia viola il patto alleandosi con il faraone Ofra in funzione anti-babilonese, Yhwh annuncia a Sedecia il giudizio per la sua infedeltà, giudizio che sarà materialmente eseguito da Nabucodonosor, quando catturerà, accecherà e deporterà Sedecia in Babilonia.

#### Retribuzione e responsabilità
In 18 sono affrontati i temi della retribuzione e della responsabilità, molto rilevanti in tutto il testo biblico. Il profeta è chiamato a ricordare ai suoi compagni deportati che ognuno è responsabile delle proprie azioni: il giusto vivrà e il malvagio morirà, e nessuno erediterà meriti o colpe dai genitori. Il versetto 18,2 è tutto un programma: Perché andate ripetendo questo proverbio sul paese d'Israele: "I padri mangiano uva acerba, ma si guastano i denti dei figli?". Il tema è poi sviluppato illustrando i casi possibili: ad esempio un giusto, così identificato attraverso un lungo elenco di azioni giuste, certamente vivrà; ma se quel giusto ha un figlio malvagio (identificato per contrasto praticamente con lo stesso elenco, ma volto al negativo), questi certamente non vivrà, nonostante la giustizia del padre. Inoltre, se un malvagio si converte, nel senso della teshuva, cioè invertendo la sua condotta e tornando a Yhwh, certamente vivrà; così come un giusto, se diventa malvagio, certamente morirà.

#### Elegia per i principi d'Israele
L'intero capitolo 19 è dichiaratamente un'elegia che il profeta è chiamato ad intonare per i principi d'Israele. Questi sono paragonati ai figli di una leonessa (Gerusalemme) che prima ne innalzò uno, che però fu presto catturato e condotto in catene in Egitto. Non vedendolo tornare, la leonessa ne innalzò un altro che, divenuto forte predatore, conobbe le sue vedove e devastò le loro città (19,7). Ma anche contro di questo si allearono le nazioni, lo catturarono e lo condussero al re di Babilonia (19,9).

#### L'alleanza, una storia di ribellioni
Tutto il denso capitolo 20 è un riassunto della storia dell'alleanza fra Yhwh e il popolo di Israele, caratterizzato da toni cupi e quasi dalla rassegnazione di Yhwh di fronte ai ripetuti tradimenti. Ovviamente tutto comincia con l'esodo dall'Egitto, ma già nel deserto gli israeliti sembrano più volte preferire gli idoli d'Egitto, attirando invariabilmente la punizione divina. Anche una volta giunti nel paese che avevo solennemente giurato di dare loro (20,28), gli israeliti indulgono più volte alle abominevoli pratiche dei cananei (… prostituendovi dietro i loro abomini; presentando le vostre offerte e immolando i vostri figli nel fuoco, vi siete resi impuri con i vostri idoli…, 20,30-31).
Eppure, ancora una volta, dopo l'immancabile annuncio della più dura punizione, torna altrettanto immancabile la fedeltà di Yhwh all'alleanza: Vi accetterò come aroma che placa quando vi toglierò dai popoli e vi radunerò dai paesi in cui siete stati dispersi (16,34).

#### Ancora annunci di morte: il canto della spada
Il tema principale del capitolo 21 è l'annuncio dell'arrivo di una spada che farà strage di quanti si sono allontanati da Yhwh, ma nel complesso il capitolo è piuttosto oscuro. Inizialmente, lo stesso profeta sembra spaesato di fronte alla richiesta di annunciare un grande incendio che Yhwh sta per appiccare alla foresta del sud, tanto da replicare, al versetto 21,5, "Ah, Signore Yhwh, essi dicono di me: costui racconta favole".
Più avanti la spada che domina il capitolo sembra a volte brandita dallo stesso Yhwh, altre volte sembra personificata e Yhwh si rivolge ad essa direttamente, altre volte ancora è la spada di Nabucodonosor, i cui preparativi di assedio a Gerusalemme vengono descritti con grande efficacia drammatica. Non manca l'ennesima minaccia al re Sedecia: … il tuo giorno è giunto… togliti il turbante e levati il diadema... (21,30-31).
Il capitolo termina con un oracolo contro gli Ammoniti, apparentemente fuori posto fra gli oracoli contro Gerusalemme e Giuda, ma sempre dominato dal tema della spada, sguainata per trucidare, lucidata per annientare (21,33), espressione che ricorre diverse volte in tutto il capitolo.

#### Ancora sulle colpe di Gerusalemme
Nel capitolo 22 il profeta è chiamato nuovamente a ricordare agli israeliti le loro gravi colpe, sempre usando Gerusalemme per rappresentare la totalità del popolo. Oltre alla solita condanna dell'idolatria, è denunciata la mancata osservanza delle norme previste dall'alleanza, oppure la loro negazione. Si opprime il forestiero, non si onorano il padre e la madre, si sfruttano l'orfano e la vedova.
Altre gravi colpe si aggiungono all'elenco: si violenta una donna durante il suo mestruo, sono profanati i sabati, si fa violenza alla propria nuora o addirittura alla propria sorella, si presta denaro a usura (22,10-12). I sacerdoti, poi, alimentano più degli altri la collera di Yhwh, profanando i sabati e confondendo puro e impuro (22,26). Analogamente i nobili, che dovrebbero guidare la comunità, non rifiutano di ricorrere alla violenza per arricchirsi (22,27).
Ma nessun giusto è rimasto in Gerusalemme che possa elevarsi a difenderla dalla punizione di Yhwh.

#### Samaria e Gerusalemme: due sorelle, un solo destino
Nel capitolo 23 tornano i toni e i temi visti nel 16. Al profeta è ordinato di raccontare agli esiliati la storia di due sorelle, Oolà e Oolibà, subito esplicitamente identificate con Samaria e Gerusalemme, e subito inequivocabilmente qualificate come prostitute già ai tempi della schiavitù in Egitto: là il loro petto fu saggiato, là i loro seni verginali accarezzati (23,2).
La storia di Oolà si chiude rapidamente: dopo essersi prostituita con gli egiziani, si prostituisce anche con gli assiri, ma senza abbandonare i suoi amanti egiziani. Per questo Yhwh la consegna ai suoi spasimanti assiri, che ne fanno scempio.
Ma Oolibà, ben lungi dall'imparare dalla drammatica sorte toccata alla sorella, riesce anche a superarla nelle sue prostituzioni, spasimando prima per gli assiri, vestiti di porpora, cavalieri in sella a destrieri, tutti giovani attraenti (23,12), e poi con i babilonesi, di cui si innamora vedendoli … disegnati alle pareti, figure di caldei tracciate in rosso, un perizoma ai fianchi e ampi turbanti sulle loro teste… (23,14-15). Ma pur prostituendosi anche con loro, non dimentica i suoi antichi amanti egiziani che hanno un pene da asini, un fallo da stalloni… (23,20).
Ovviamente anche la sorte di Oolibà è segnata: Yhwh è disgustato da lei, e contro di lei verranno i popoli vicini con carri e cavalleria, e uomini giusti infliggeranno alle due sorelle la pena delle adultere e delle omicide, perché sono adultere e c'è sangue nelle loro mani (23,45). A differenza di altri oracoli di condanna, questo capitolo non sembra concludersi con l'annuncio di una riconciliazione dopo l'espiazione delle colpe.

#### Annuncio dell'assedio di Gerusalemme e morte della sposa
Il capitolo 24, ultimo fra quelli contenenti oracoli contro Gerusalemme e Giuda, vede il profeta ricevere da Yhwh l'annuncio che ormai l'assedio di Gerusalemme da parte dei babilonesi è iniziato. Yhwh gli raccomanda addirittura di segnarsi la data, e di raccontare agli esiliati un'altra parabola. In essa Gerusalemme assediata è paragonata ad una pentola sul fuoco, piena di carne e ossa, e tutta arrugginita. Nonostante il fuoco talmente forte da cuocere anche le ossa, la ruggine, cioè le colpe degli israeliti, non si stacca. Yhwh stesso interverrà mettendo sotto la pentola un'intera catasta di legna, e anche dopo che tutto il contenuto sarà incenerito, la metterà vuota sulle braci finché non arroventi e finalmente la ruggine si stacchi. Ma il versetto 24,12, con cui si conclude la parabola, non sembra lasciare molte speranze in proposito: Fatica che snerva! Neppure con il fuoco si stacca tutta quella ruggine!
Il capitolo si conclude con quello che va considerato un mimo, anche se il più atroce dei mimi: al profeta accadrà qualcosa che dovrà essere di insegnamento agli esiliati, perché Yhwh gli porta via la sposa, che infatti muore la sera dopo, invitandolo a non osservare il lutto in alcun modo. Gli esiliati, quando sapranno della caduta di Gerusalemme, dovranno fare altrettanto. Quel giorno stesso arriverà uno scampato che annuncerà la notizia al profeta, e solo allora egli ritroverà la parola (24,27). Curiosamente, nessuno dei versetti precedenti accenna al mutismo del profeta, salvo forse il 24,17 (gemi in silenzio e non fare il lutto), poco dopo il quale egli parla ancora agli esiliati per spiegare il mimo.

### Capitoli (25-32[77]): Oracoli contro le Nazioni
Lo storico ed archeologo Mario Liverani, in merito agli "oracoli contro le Nazioni", osserva come il genere letterario non sia nuovo ma "un primo blocco di «oracoli contro le Nazioni» si collochi in corrispondenza delle invasioni assire; ora il blocco principale si colloca in connessione con l'invasione babilonese, dopo di che il genere scomparirà (salvo qualche sporadico riutilizzo contro gli Edomiti in età post-esilica)" e costituisce "la principale fonte di informazione sui conflitti locali, esacerbati dalla pressione babilonese, […] emessi dai profeti Sofonia (già al tempo di Giosia) e poi soprattutto Geremia (46-51) ed Ezechiele (25-32)".

#### Oracoli contro Tiro e l'Egitto
È del capitolo 26 l'oracolo sull'imminente e definitiva distruzione di Tiro (Ebbene, così dice il Signore Dio: «Eccomi contro di te, Tiro. Manderò contro di te molti popoli […] Io mando da settentrione contro Tiro Nabucodònosor re di Babilonia, il re dei re […] spazzerò via da essa anche la polvere […] tu non sarai più ricostruita, poiché io, il Signore, ho parlato». «[...] e diranno: Perché sei scomparsa dai mari, città famosa, potente sui mari? […] e più non sarai, ti si cercherà ma né ora né mai sarai ritrovata». Oracolo del Signore Dio, 26,3-21) e gli esegeti del cattolico Nuovo Grande Commentario Biblico osservano che "le predizioni di Ezechiele che Tiro sarebbe caduta non si avverarono mai"; oltre due secoli dopo, nel 332 a.C., fu Alessandro Magno a conquistarla e distruggerla, anche se non definitivamente. Ezechiele, osservano gli stessi esegeti del Commentario, in data successiva riadatterà tale profezia all'oracolo sulla sconfitta dell'Egitto, anche se, come rileva ancora lo storico Liverani, "l'invasione di Nabucodonosor in Egitto, profetizzata sia da Ezechiele (29-30) sia da Geremia (43:8-13; 46:13-26), non avrà mai luogo nei termini da essi indicati".

### Capitoli (33-39[85])
Oracoli di speranza e rinnovamento

### Capitoli (40-48[86])
Visione della nuova Gerusalemme